# Ама (город)
Ама (яп. あま市 Ама-си) — город в Японии, находящийся в префектуре Айти. Площадь города составляет 27,59 км², население — 86 843 человека (1 июня 2014), плотность населения — 3147,63 чел./км².

## Географическое положение
Город расположен на острове Хонсю в префектуре Айти региона Тюбу. С ним граничат города Нагоя, Инадзава, Киёсу, Цусима, Айсай и посёлки Каниэ, Охару.

## Население
Население города составляет 86 843 человека (1 июня 2014), а плотность — 3147,63 чел./км². 